# GXT
GXT  était une chaîne de télévision italienne à destination du public masculin de 4 à 14 ans. Elle a été  créée le 1er mai 2005 par Jetix Europe, alors filiale du groupe Walt Disney Television. En 2009, elle a été revendue au groupe Switchover Media conjointement avec K-2. Celui-ci a ensuite été racheté par Discovery Communications en 2013.